# Institut technologique européen des métiers de la musique
 (janvier 2016).
Si vous disposez d'ouvrages ou d'articles de référence ou si vous connaissez des sites web de qualité traitant du thème abordé ici, merci de compléter l'article en donnant les références utiles à sa vérifiabilité et en les liant à la section « Notes et références ».
 (août 2023).
L'Institut technologique européen des métiers de la musique ou ITEMM est un centre de formation aux métiers d'art de la facture instrumentale, aux métiers de la régie son et du commerce spécialisé (facture instrumentale, lutherie, restauration, accord et design d'instruments).
L'ITEMM, labellisé pôle d’innovation est basé au Mans. Il bénéficie du soutien des ministères chargés de la Culture, du Travail et de l’Éducation nationale, de la région des Pays de la Loire, du conseil départemental de la Sarthe, de la DGE, de la ville du Mans, de « Le Mans Métropole » et des représentants de la profession comme les chambres syndicales et les associations professionnelles.

## Histoire
Avant la création de l’ITEMM, plusieurs projets concernant la formation aux métiers techniques de la musique sont menés au Mans. Les premières actions de formation remontent au début des années 1970. En 1978, le Centre national de promotion des métiers de la musique (CNPMM) est créé à l’initiative de  l’Association française des accordeurs et réparateurs de pianos (AFARP). Devenue l’association Europiano France, le CNPMM a pour but de former les futurs professionnels (H/F) de la filière.
Mise en place autour du piano, la formation s’étend progressivement à d’autres familles instrumentales : les instruments à vent, la guitare, l’accordéon, le commerce des instruments puis à des secteurs connexes comme la régie du son. L’école grandit, le nombre d’élèves augmente, les diplômes s’organisent et se diversifient.
En 1981, est créé le Centre national de formation d’apprentis des métiers de la musique.
Le concept évolue en 1987 vers une nouvelle structure, l’École nationale des métiers de la musique (Enamm), associant des représentants des associations professionnelles. Ces associations sont aujourd’hui représentées dans l’ensemble des instances qui dirigent l’institut, Conseil d’administration, Conseil de perfectionnement, Conseil d’orientation scientifique et technique, ou collaborent étroitement à des projets spécifiques.
En 1988, le Parlement européen constate que la facture instrumentale constitue l’un des fondements de l’identité culturelle du vieux continent. A l’exemple d’autres secteurs d’activités des métiers d’art, la perte de ces savoir-faire rares est une menace réelle. Aussi, face à la mondialisation, la préservation de ces entreprises, issues d’un héritage commun et dotées d’une capacité d’innovation importante est une nécessité. Le Parlement européen  appelle alors de ses vœux la création d’un «centre européen de la facture instrumentale qui forme des facteurs, des accordeurs et des réparateurs d’instruments, procède à l’archivage de la documentation à ce sujet et explore les voies de l’innovation en fonction de l’évolution moderne de la musique et de la technologie» (extrait de la résolution du Parlement européen du 10 février 1988).
Cette décision marque officiellement l’acte de naissance de l’Institut technologique européen des métiers de la musique. L’appel à candidature, lancé à l’échelle communautaire retient alors le projet du Mans, mettant en avant le travail effectué depuis près de 20 ans. En 1992, l’ITEMM est inauguré et depuis ne cesse d’innover et d’évoluer.
Depuis 2001, l'ITEMM est un pôle d'innovation des métiers de la musique.
Depuis sa création, l’ITEMM repose sur des missions précises au service de la filière instrumentale.

## Les missions de l'ITEMM

### Transmission des savoir-faire
L’ITEMM a mis au point un cycle de formation complet consacré aux métiers techniques de la musique allant du C.A.P. à la licence professionnelle (en collaboration avec Le Mans Université) en passant par le brevet des métiers d'art (B.M.A. : diplôme de niveau baccalauréat). L’institut organise des stages de formation professionnelle continue pour tous les artisans afin de les accompagner tout au long de leur carrière. Ouvert sur tous les secteurs professionnels, l’ITEMM a également développé une offre de stages à destination des musiciens, des magasins de musique, des écoles de musiques et des conservatoires.

### Accompagnement des entreprises
Labellisé Pôle National d’Innovation de l'artisanat, l’ITEMM a une fonction de bureau d’études mutualisé pour la profession et mène des projets de recherche et développement. Il participe également à la création d’opérations de promotion du secteur et de reconnaissance des entreprises artisanales.

### Centre de documentation spécialisé pour la filière
Chargé de garder la mémoire de la filière instrumentale, l’Institut collecte les ouvrages de référence et aide à la diffusion et la vulgarisation de l’information technique. Cette action se traduit aussi par la publication de la revue  Musique & Technique et s’associe à la rédaction d’ouvrages techniques.

### Action internationale
Établissement original en France et en Europe, le rayonnement international de l’ITEMM est le reflet du secteur et poursuit son développement. Ce rayonnement se traduit par l’accueil d’étudiants venant de tous pays, par des missions d’expertise et de formation dans des pays tiers. Il organise aussi des voyages d’études et des échanges d’apprentis et fournit un effort particulier pour la mise en place de diplômes internationaux.

## Formations
L'institut forme des facteurs et factrices d'instruments, des techniciens et techniciennes spécialisés en piano, instruments à vent, guitare et accordéon, ainsi que des régisseurs et régisseuses et commercialisation d'instruments de musique et produits musicaux, en partenariat avec Le Mans Université.
- BAC PRO : Vendeur spécialisé en produits musicaux
- Régisseur Son SPÉCIALITÉ Spectacle Vivant et Événementiel
- Certificat d’Aptitude Professionnelle [ CAP ] d’Assistant technique en instruments de musique option accordéon
- Le Certificat d’Aptitude Professionnelle [ CAP ] d’Accordeur de piano
- Certificat d’Aptitude Professionnelle [ CAP ] d’Assistant technique en instruments de musique option piano
- Certificat d’Aptitude Professionnelle [ CAP ] d’Assistant technique en instruments de musique option instruments à vent
- Certificat d’Aptitude Professionnelle [ CAP ] d’Assistant technique en instruments de musique option guitare
- Brevet des Métiers d’Art [ BMA ] de Technicien en facture instrumentale option piano
- Brevet des Métiers d’Art [ BMA ] de Technicien en facture instrumentale option instruments à vent
- Brevet des Métiers d’Art [ BMA ] de Technicien en facture instrumentale option guitare
- Diplôme universitaire des métiers techniques de la musique destiné aux étudiants et étudiantes internationaux

## Formation professionnelle continue
L'ITEMM accompagne les professionnels tout au long de leur carrière. Destinés aux artisans de la facture instrumentale, vendeurs dans les magasins de musique, techniciens du son,  professeurs de musique, directeurs de conservatoires et d’écoles de musique, musiciens ou passionnés de musique, ces stages pratiques durent entre un et cinq jours. Ils sont accessibles aux femmes comme aux hommes. Les thèmes abordés sont l’accord, l’acoustique, l’entretien, la réparation et la conception d’instruments de musique. 
Le Pôle d'innovation organise également des formations courtes comme les Journées Facture Instrumentale et Sciences (JFIS) sur des sujets variés où le monde de la recherche en acoustique et les professionnels (H/F) de la facture instrumentale se retrouvent.